# Sebastian Kranich
Sebastian Kranich (* 2. Juni 1969 in Dresden) ist ein deutscher evangelischer Theologe. Kranich ist seit Oktober 2018 Direktor der Evangelischen Akademie Thüringen.

## Leben
Kranich war Mitglied im Kreuzchor und besuchte die Kreuzschule in Dresden, die er 1988 mit dem Abitur verließ. Noch im selben Jahr trat er der oppositionellen Gruppierung Gewaltlos leben bei. Von November 1988 bis Dezember 1989 diente er als Bausoldat der NVA in Leuna und Wolfen und arbeitete danach als Hilfspfleger in Weimar. 1990 war er an der Gründung der Grünen Partei in Weimar beteiligt. 
Ab 1990 begann Kranich ein Theologiestudium an der Leipziger Universität, das er 1996 beendete. Von 1997 bis 1999 war er wissenschaftlicher Mitarbeiter der Deutschen Forschungsgemeinschaft sowie am Institut für Evangelische Theologie an der Technischen Universität Dresden. Anschließend war er wissenschaftlicher Mitarbeiter am Institut für Systematische Theologie an der Theologischen Fakultät der Martin-Luther-Universität Halle-Wittenberg. Von 2003 bis 2005 absolvierte er ein Vikariat in Leipzig. 
2005 promovierte Kranich an der theologischen Fakultät der Universität Halle mit der Dissertation Die Sächsische Evangelisch-Soziale Vereinigung. Von der Gründung 1903 bis zum Beginn des Ersten Weltkrieges 1914 zum Doktor der Theologie. Ab 2006 war er erneut als wissenschaftlicher Mitarbeiter an verschiedenen Projekten der Technischen Universität Dresden, der Martin-Luther-Universität Halle-Wittenberg und der Ruprecht-Karls-Universität Heidelberg beteiligt. Seit dem 1. Oktober 2018 ist er Direktor der Evangelischen Akademie Thüringen in Neudietendorf und seit November 2019 stellvertretender Vorsitzender der Evangelischen Akademien in Deutschland. 
Politisch engagierte er sich zwischen 2013 und 2015 für das Bündnis 90/Die Grünen als Bundestags-Direktkandidat und Stadtvorsitzender in Halle (Saale). Von 2015 bis 2018 arbeitet er als Pfarrer in elf Gemeinden im Pfarrbereich Dieskau (Kirchenkreis Halle-Saalkreis). Sebastian Kranich war mit Jutta Kranich-Rittweger verheiratet und hat zwei Kinder. Er ist Autor und Herausgeber zahlreicher Fachveröffentlichungen, Mitherausgeber des Kirchlichen Jahrbuchs sowie Mitautor des Biographisch-Bibliographischen Kirchenlexikons. Im November 2021 wurde er zum Vorstandsvorsitzenden der Gesellschaft für Thüringische Kirchengeschichte gewählt.

## Veröffentlichungen (Auswahl)
- Die Sächsische Evangelisch-Soziale Vereinigung. Von der Gründung 1903 bis zum Beginn des Ersten Weltkrieges 1914. Eine historisch-systematische Studie. (Dissertationsschrift), Gütersloher Verlags-Haus, Gütersloh 2006, ISBN 978-3-579-02614-5.
- 13. Februar 1945. Zeitzeugen über die Zerstörung Dresdens. Ein Lesebuch. Sächsische Landeszentrale für politische Bildung, Dresden 2009.
- Diakonissen – Unternehmer – Pfarrer. Sozialer Protestantismus in Mitteldeutschland im 19. Jahrhundert. Evangelische Verlags-Anstalt, Leipzig 2009, ISBN 978-3-374-02686-9.
- Konstruktion von Geschichte. Jubelrede – Predigt – Protestantische Historiographie. Evangelische Verlags-Anstalt, Leipzig 2012, ISBN 978-3-374-02811-5.
- Vom Umgang mit der Todesangst. Empirische Untersuchungen und ihre praktische Relevanz. Von Jutta Kranich-Rittweger unter Mitarbeit von Sebastian Kranich und Wolfgang Langer. Evangelische Verlags-Anstalt, Leipzig 2020, ISBN 978-3-374-06645-2.
- Jutta Kranich: Die Fülle, die bleibt. Erzählungen und Gedichte. Aus dem Nachlass herausgegeben von Sebastian Kranich. Mitteldeutscher Verlag, Halle 2025, ISBN 978-3-96311-996-5.